# 泰勒縣 (縣治格拉夫頓)
泰勒縣（英語：Taylor County）是位於美国西維吉尼亞州中北部的一個縣。面積544平方公里。根据美国人口调查局2000年统计，共有人口16,089人。县治格拉夫頓 (Grafton)。
成立於1844年1月19日。縣名紀念代表維吉尼亞州的參議員、傑弗遜民主黨人卡羅林的約翰·泰勒 (John Taylor of Caroline)。